# Jan Rusinek
Jan Rusinek (Cracòvia, Polònia, 2 de desembre de 1950) és un matemàtic polonès i compositor de problemes d'escacs, particularment destacat pels seus brillants finals artístics.
Va ser editor de la secció d'estudis de Szachy (Escacs) des del 1971 fins a la clausura de la revista el 1990. Rusinek va esdevenir Jutge Internacional de composicions d'escacs el 1983, i Gran mestre de composició d'escacs el 1992. Ha guanyat més de 30 primers premis en concursos de composició. El Oxford Companion to Chess opina que "els seus assoliments probablement rivalitzaran amb els dels seus més grans predecessors".

## Finals artístics
|   | a | b | c | d | e | f | g | h |   |
| 8 | c8 blanques rei · c7 blanques peó · d7 negres cavall · e7 negres rei · g7 blanques peó · a6 blanques peó · b6 blanques peó · c4 negres alfil · c3 negres cavall | c8 blanques rei · c7 blanques peó · d7 negres cavall · e7 negres rei · g7 blanques peó · a6 blanques peó · b6 blanques peó · c4 negres alfil · c3 negres cavall | c8 blanques rei · c7 blanques peó · d7 negres cavall · e7 negres rei · g7 blanques peó · a6 blanques peó · b6 blanques peó · c4 negres alfil · c3 negres cavall | c8 blanques rei · c7 blanques peó · d7 negres cavall · e7 negres rei · g7 blanques peó · a6 blanques peó · b6 blanques peó · c4 negres alfil · c3 negres cavall | c8 blanques rei · c7 blanques peó · d7 negres cavall · e7 negres rei · g7 blanques peó · a6 blanques peó · b6 blanques peó · c4 negres alfil · c3 negres cavall | c8 blanques rei · c7 blanques peó · d7 negres cavall · e7 negres rei · g7 blanques peó · a6 blanques peó · b6 blanques peó · c4 negres alfil · c3 negres cavall | c8 blanques rei · c7 blanques peó · d7 negres cavall · e7 negres rei · g7 blanques peó · a6 blanques peó · b6 blanques peó · c4 negres alfil · c3 negres cavall | c8 blanques rei · c7 blanques peó · d7 negres cavall · e7 negres rei · g7 blanques peó · a6 blanques peó · b6 blanques peó · c4 negres alfil · c3 negres cavall | 8 |
| 7 | c8 blanques rei · c7 blanques peó · d7 negres cavall · e7 negres rei · g7 blanques peó · a6 blanques peó · b6 blanques peó · c4 negres alfil · c3 negres cavall | c8 blanques rei · c7 blanques peó · d7 negres cavall · e7 negres rei · g7 blanques peó · a6 blanques peó · b6 blanques peó · c4 negres alfil · c3 negres cavall | c8 blanques rei · c7 blanques peó · d7 negres cavall · e7 negres rei · g7 blanques peó · a6 blanques peó · b6 blanques peó · c4 negres alfil · c3 negres cavall | c8 blanques rei · c7 blanques peó · d7 negres cavall · e7 negres rei · g7 blanques peó · a6 blanques peó · b6 blanques peó · c4 negres alfil · c3 negres cavall | c8 blanques rei · c7 blanques peó · d7 negres cavall · e7 negres rei · g7 blanques peó · a6 blanques peó · b6 blanques peó · c4 negres alfil · c3 negres cavall | c8 blanques rei · c7 blanques peó · d7 negres cavall · e7 negres rei · g7 blanques peó · a6 blanques peó · b6 blanques peó · c4 negres alfil · c3 negres cavall | c8 blanques rei · c7 blanques peó · d7 negres cavall · e7 negres rei · g7 blanques peó · a6 blanques peó · b6 blanques peó · c4 negres alfil · c3 negres cavall | c8 blanques rei · c7 blanques peó · d7 negres cavall · e7 negres rei · g7 blanques peó · a6 blanques peó · b6 blanques peó · c4 negres alfil · c3 negres cavall | 7 |
| 6 | c8 blanques rei · c7 blanques peó · d7 negres cavall · e7 negres rei · g7 blanques peó · a6 blanques peó · b6 blanques peó · c4 negres alfil · c3 negres cavall | c8 blanques rei · c7 blanques peó · d7 negres cavall · e7 negres rei · g7 blanques peó · a6 blanques peó · b6 blanques peó · c4 negres alfil · c3 negres cavall | c8 blanques rei · c7 blanques peó · d7 negres cavall · e7 negres rei · g7 blanques peó · a6 blanques peó · b6 blanques peó · c4 negres alfil · c3 negres cavall | c8 blanques rei · c7 blanques peó · d7 negres cavall · e7 negres rei · g7 blanques peó · a6 blanques peó · b6 blanques peó · c4 negres alfil · c3 negres cavall | c8 blanques rei · c7 blanques peó · d7 negres cavall · e7 negres rei · g7 blanques peó · a6 blanques peó · b6 blanques peó · c4 negres alfil · c3 negres cavall | c8 blanques rei · c7 blanques peó · d7 negres cavall · e7 negres rei · g7 blanques peó · a6 blanques peó · b6 blanques peó · c4 negres alfil · c3 negres cavall | c8 blanques rei · c7 blanques peó · d7 negres cavall · e7 negres rei · g7 blanques peó · a6 blanques peó · b6 blanques peó · c4 negres alfil · c3 negres cavall | c8 blanques rei · c7 blanques peó · d7 negres cavall · e7 negres rei · g7 blanques peó · a6 blanques peó · b6 blanques peó · c4 negres alfil · c3 negres cavall | 6 |
| 5 | c8 blanques rei · c7 blanques peó · d7 negres cavall · e7 negres rei · g7 blanques peó · a6 blanques peó · b6 blanques peó · c4 negres alfil · c3 negres cavall | c8 blanques rei · c7 blanques peó · d7 negres cavall · e7 negres rei · g7 blanques peó · a6 blanques peó · b6 blanques peó · c4 negres alfil · c3 negres cavall | c8 blanques rei · c7 blanques peó · d7 negres cavall · e7 negres rei · g7 blanques peó · a6 blanques peó · b6 blanques peó · c4 negres alfil · c3 negres cavall | c8 blanques rei · c7 blanques peó · d7 negres cavall · e7 negres rei · g7 blanques peó · a6 blanques peó · b6 blanques peó · c4 negres alfil · c3 negres cavall | c8 blanques rei · c7 blanques peó · d7 negres cavall · e7 negres rei · g7 blanques peó · a6 blanques peó · b6 blanques peó · c4 negres alfil · c3 negres cavall | c8 blanques rei · c7 blanques peó · d7 negres cavall · e7 negres rei · g7 blanques peó · a6 blanques peó · b6 blanques peó · c4 negres alfil · c3 negres cavall | c8 blanques rei · c7 blanques peó · d7 negres cavall · e7 negres rei · g7 blanques peó · a6 blanques peó · b6 blanques peó · c4 negres alfil · c3 negres cavall | c8 blanques rei · c7 blanques peó · d7 negres cavall · e7 negres rei · g7 blanques peó · a6 blanques peó · b6 blanques peó · c4 negres alfil · c3 negres cavall | 5 |
| 4 | c8 blanques rei · c7 blanques peó · d7 negres cavall · e7 negres rei · g7 blanques peó · a6 blanques peó · b6 blanques peó · c4 negres alfil · c3 negres cavall | c8 blanques rei · c7 blanques peó · d7 negres cavall · e7 negres rei · g7 blanques peó · a6 blanques peó · b6 blanques peó · c4 negres alfil · c3 negres cavall | c8 blanques rei · c7 blanques peó · d7 negres cavall · e7 negres rei · g7 blanques peó · a6 blanques peó · b6 blanques peó · c4 negres alfil · c3 negres cavall | c8 blanques rei · c7 blanques peó · d7 negres cavall · e7 negres rei · g7 blanques peó · a6 blanques peó · b6 blanques peó · c4 negres alfil · c3 negres cavall | c8 blanques rei · c7 blanques peó · d7 negres cavall · e7 negres rei · g7 blanques peó · a6 blanques peó · b6 blanques peó · c4 negres alfil · c3 negres cavall | c8 blanques rei · c7 blanques peó · d7 negres cavall · e7 negres rei · g7 blanques peó · a6 blanques peó · b6 blanques peó · c4 negres alfil · c3 negres cavall | c8 blanques rei · c7 blanques peó · d7 negres cavall · e7 negres rei · g7 blanques peó · a6 blanques peó · b6 blanques peó · c4 negres alfil · c3 negres cavall | c8 blanques rei · c7 blanques peó · d7 negres cavall · e7 negres rei · g7 blanques peó · a6 blanques peó · b6 blanques peó · c4 negres alfil · c3 negres cavall | 4 |
| 3 | c8 blanques rei · c7 blanques peó · d7 negres cavall · e7 negres rei · g7 blanques peó · a6 blanques peó · b6 blanques peó · c4 negres alfil · c3 negres cavall | c8 blanques rei · c7 blanques peó · d7 negres cavall · e7 negres rei · g7 blanques peó · a6 blanques peó · b6 blanques peó · c4 negres alfil · c3 negres cavall | c8 blanques rei · c7 blanques peó · d7 negres cavall · e7 negres rei · g7 blanques peó · a6 blanques peó · b6 blanques peó · c4 negres alfil · c3 negres cavall | c8 blanques rei · c7 blanques peó · d7 negres cavall · e7 negres rei · g7 blanques peó · a6 blanques peó · b6 blanques peó · c4 negres alfil · c3 negres cavall | c8 blanques rei · c7 blanques peó · d7 negres cavall · e7 negres rei · g7 blanques peó · a6 blanques peó · b6 blanques peó · c4 negres alfil · c3 negres cavall | c8 blanques rei · c7 blanques peó · d7 negres cavall · e7 negres rei · g7 blanques peó · a6 blanques peó · b6 blanques peó · c4 negres alfil · c3 negres cavall | c8 blanques rei · c7 blanques peó · d7 negres cavall · e7 negres rei · g7 blanques peó · a6 blanques peó · b6 blanques peó · c4 negres alfil · c3 negres cavall | c8 blanques rei · c7 blanques peó · d7 negres cavall · e7 negres rei · g7 blanques peó · a6 blanques peó · b6 blanques peó · c4 negres alfil · c3 negres cavall | 3 |
| 2 | c8 blanques rei · c7 blanques peó · d7 negres cavall · e7 negres rei · g7 blanques peó · a6 blanques peó · b6 blanques peó · c4 negres alfil · c3 negres cavall | c8 blanques rei · c7 blanques peó · d7 negres cavall · e7 negres rei · g7 blanques peó · a6 blanques peó · b6 blanques peó · c4 negres alfil · c3 negres cavall | c8 blanques rei · c7 blanques peó · d7 negres cavall · e7 negres rei · g7 blanques peó · a6 blanques peó · b6 blanques peó · c4 negres alfil · c3 negres cavall | c8 blanques rei · c7 blanques peó · d7 negres cavall · e7 negres rei · g7 blanques peó · a6 blanques peó · b6 blanques peó · c4 negres alfil · c3 negres cavall | c8 blanques rei · c7 blanques peó · d7 negres cavall · e7 negres rei · g7 blanques peó · a6 blanques peó · b6 blanques peó · c4 negres alfil · c3 negres cavall | c8 blanques rei · c7 blanques peó · d7 negres cavall · e7 negres rei · g7 blanques peó · a6 blanques peó · b6 blanques peó · c4 negres alfil · c3 negres cavall | c8 blanques rei · c7 blanques peó · d7 negres cavall · e7 negres rei · g7 blanques peó · a6 blanques peó · b6 blanques peó · c4 negres alfil · c3 negres cavall | c8 blanques rei · c7 blanques peó · d7 negres cavall · e7 negres rei · g7 blanques peó · a6 blanques peó · b6 blanques peó · c4 negres alfil · c3 negres cavall | 2 |
| 1 | c8 blanques rei · c7 blanques peó · d7 negres cavall · e7 negres rei · g7 blanques peó · a6 blanques peó · b6 blanques peó · c4 negres alfil · c3 negres cavall | c8 blanques rei · c7 blanques peó · d7 negres cavall · e7 negres rei · g7 blanques peó · a6 blanques peó · b6 blanques peó · c4 negres alfil · c3 negres cavall | c8 blanques rei · c7 blanques peó · d7 negres cavall · e7 negres rei · g7 blanques peó · a6 blanques peó · b6 blanques peó · c4 negres alfil · c3 negres cavall | c8 blanques rei · c7 blanques peó · d7 negres cavall · e7 negres rei · g7 blanques peó · a6 blanques peó · b6 blanques peó · c4 negres alfil · c3 negres cavall | c8 blanques rei · c7 blanques peó · d7 negres cavall · e7 negres rei · g7 blanques peó · a6 blanques peó · b6 blanques peó · c4 negres alfil · c3 negres cavall | c8 blanques rei · c7 blanques peó · d7 negres cavall · e7 negres rei · g7 blanques peó · a6 blanques peó · b6 blanques peó · c4 negres alfil · c3 negres cavall | c8 blanques rei · c7 blanques peó · d7 negres cavall · e7 negres rei · g7 blanques peó · a6 blanques peó · b6 blanques peó · c4 negres alfil · c3 negres cavall | c8 blanques rei · c7 blanques peó · d7 negres cavall · e7 negres rei · g7 blanques peó · a6 blanques peó · b6 blanques peó · c4 negres alfil · c3 negres cavall | 1 |
|   | a | b | c | d | e | f | g | h |   |

A l'esquerra hi ha un dels més coneguts estudis de Rusinek. El negre amenaça Cb5-d6# o Ce4-d6# i 1.Rb7 Ad5+ no ajuda, així que és necessari 1.a7. Ara 1...ad5 pot ser contestat amb, entre altres línies, 2.g8D Axg8 3.a8D Cxb6+ 4.Rb7 Cxa8 5.Rxa8 Ae6 6.Rb8 i el negre ha de lliurar una peça pel peó de c, així que en comptes d'això 1...Aa6+ 2.b7. Ara 2...Cb5 amenaça 3...Cd6# però és respost amb 3.g8C+ Re8 4.Cf6+, moment en què 4...Cxf6 perd davant 5.a8D. En comptes d'això, per tant, el negre juga 2...Ce4 3.g8C+! Re8 4.Cf6+ i ara ja es pot jugar 4...Cexf6. Això sembla posar el blanc en un dilema, ja que 5.a8D perd davant 5...Cd5 i 6...Ne7# a la següent jugada. Però en comptes d'això hi ha 5.a8A!! davant la qual cosa 5...Cd5 és ofegat, per tant 5...Ce5 6.Rb8 Cc6+ 7.Rc8 Af1 I un altre cop el blanc té un problema perquè 8.b8D perdrà davant 8...Aa6+ 9.Db7 Ce4 10.Dxa6 Cd6#. 8.b8C no és pas millor: 8...Ce7+ 9.Rb7 Ag2+ 10.Ra7 (10.Cc6 Axc6+ 11.Ra7 Ad7) 10...Cc8+ 11.Ra6 Axa8. Tanmateix, el blanc pot fer taules amb una tercera promoció menor: 8.b8T!!. Ara després de 8...Aa6+ 9.Tb7, 9...Ce4 és ofegat, i el negre no té cap via útil per evitar-ho. El blanc fa taules.
|   | a | b | c | d | e | f | g | h |   |
| 8 | a8 blanques alfil · c8 blanques rei · e8 negres rei · b7 blanques torre · c7 blanques peó · a6 negres alfil · c6 negres cavall · f6 negres cavall | a8 blanques alfil · c8 blanques rei · e8 negres rei · b7 blanques torre · c7 blanques peó · a6 negres alfil · c6 negres cavall · f6 negres cavall | a8 blanques alfil · c8 blanques rei · e8 negres rei · b7 blanques torre · c7 blanques peó · a6 negres alfil · c6 negres cavall · f6 negres cavall | a8 blanques alfil · c8 blanques rei · e8 negres rei · b7 blanques torre · c7 blanques peó · a6 negres alfil · c6 negres cavall · f6 negres cavall | a8 blanques alfil · c8 blanques rei · e8 negres rei · b7 blanques torre · c7 blanques peó · a6 negres alfil · c6 negres cavall · f6 negres cavall | a8 blanques alfil · c8 blanques rei · e8 negres rei · b7 blanques torre · c7 blanques peó · a6 negres alfil · c6 negres cavall · f6 negres cavall | a8 blanques alfil · c8 blanques rei · e8 negres rei · b7 blanques torre · c7 blanques peó · a6 negres alfil · c6 negres cavall · f6 negres cavall | a8 blanques alfil · c8 blanques rei · e8 negres rei · b7 blanques torre · c7 blanques peó · a6 negres alfil · c6 negres cavall · f6 negres cavall | 8 |
| 7 | a8 blanques alfil · c8 blanques rei · e8 negres rei · b7 blanques torre · c7 blanques peó · a6 negres alfil · c6 negres cavall · f6 negres cavall | a8 blanques alfil · c8 blanques rei · e8 negres rei · b7 blanques torre · c7 blanques peó · a6 negres alfil · c6 negres cavall · f6 negres cavall | a8 blanques alfil · c8 blanques rei · e8 negres rei · b7 blanques torre · c7 blanques peó · a6 negres alfil · c6 negres cavall · f6 negres cavall | a8 blanques alfil · c8 blanques rei · e8 negres rei · b7 blanques torre · c7 blanques peó · a6 negres alfil · c6 negres cavall · f6 negres cavall | a8 blanques alfil · c8 blanques rei · e8 negres rei · b7 blanques torre · c7 blanques peó · a6 negres alfil · c6 negres cavall · f6 negres cavall | a8 blanques alfil · c8 blanques rei · e8 negres rei · b7 blanques torre · c7 blanques peó · a6 negres alfil · c6 negres cavall · f6 negres cavall | a8 blanques alfil · c8 blanques rei · e8 negres rei · b7 blanques torre · c7 blanques peó · a6 negres alfil · c6 negres cavall · f6 negres cavall | a8 blanques alfil · c8 blanques rei · e8 negres rei · b7 blanques torre · c7 blanques peó · a6 negres alfil · c6 negres cavall · f6 negres cavall | 7 |
| 6 | a8 blanques alfil · c8 blanques rei · e8 negres rei · b7 blanques torre · c7 blanques peó · a6 negres alfil · c6 negres cavall · f6 negres cavall | a8 blanques alfil · c8 blanques rei · e8 negres rei · b7 blanques torre · c7 blanques peó · a6 negres alfil · c6 negres cavall · f6 negres cavall | a8 blanques alfil · c8 blanques rei · e8 negres rei · b7 blanques torre · c7 blanques peó · a6 negres alfil · c6 negres cavall · f6 negres cavall | a8 blanques alfil · c8 blanques rei · e8 negres rei · b7 blanques torre · c7 blanques peó · a6 negres alfil · c6 negres cavall · f6 negres cavall | a8 blanques alfil · c8 blanques rei · e8 negres rei · b7 blanques torre · c7 blanques peó · a6 negres alfil · c6 negres cavall · f6 negres cavall | a8 blanques alfil · c8 blanques rei · e8 negres rei · b7 blanques torre · c7 blanques peó · a6 negres alfil · c6 negres cavall · f6 negres cavall | a8 blanques alfil · c8 blanques rei · e8 negres rei · b7 blanques torre · c7 blanques peó · a6 negres alfil · c6 negres cavall · f6 negres cavall | a8 blanques alfil · c8 blanques rei · e8 negres rei · b7 blanques torre · c7 blanques peó · a6 negres alfil · c6 negres cavall · f6 negres cavall | 6 |
| 5 | a8 blanques alfil · c8 blanques rei · e8 negres rei · b7 blanques torre · c7 blanques peó · a6 negres alfil · c6 negres cavall · f6 negres cavall | a8 blanques alfil · c8 blanques rei · e8 negres rei · b7 blanques torre · c7 blanques peó · a6 negres alfil · c6 negres cavall · f6 negres cavall | a8 blanques alfil · c8 blanques rei · e8 negres rei · b7 blanques torre · c7 blanques peó · a6 negres alfil · c6 negres cavall · f6 negres cavall | a8 blanques alfil · c8 blanques rei · e8 negres rei · b7 blanques torre · c7 blanques peó · a6 negres alfil · c6 negres cavall · f6 negres cavall | a8 blanques alfil · c8 blanques rei · e8 negres rei · b7 blanques torre · c7 blanques peó · a6 negres alfil · c6 negres cavall · f6 negres cavall | a8 blanques alfil · c8 blanques rei · e8 negres rei · b7 blanques torre · c7 blanques peó · a6 negres alfil · c6 negres cavall · f6 negres cavall | a8 blanques alfil · c8 blanques rei · e8 negres rei · b7 blanques torre · c7 blanques peó · a6 negres alfil · c6 negres cavall · f6 negres cavall | a8 blanques alfil · c8 blanques rei · e8 negres rei · b7 blanques torre · c7 blanques peó · a6 negres alfil · c6 negres cavall · f6 negres cavall | 5 |
| 4 | a8 blanques alfil · c8 blanques rei · e8 negres rei · b7 blanques torre · c7 blanques peó · a6 negres alfil · c6 negres cavall · f6 negres cavall | a8 blanques alfil · c8 blanques rei · e8 negres rei · b7 blanques torre · c7 blanques peó · a6 negres alfil · c6 negres cavall · f6 negres cavall | a8 blanques alfil · c8 blanques rei · e8 negres rei · b7 blanques torre · c7 blanques peó · a6 negres alfil · c6 negres cavall · f6 negres cavall | a8 blanques alfil · c8 blanques rei · e8 negres rei · b7 blanques torre · c7 blanques peó · a6 negres alfil · c6 negres cavall · f6 negres cavall | a8 blanques alfil · c8 blanques rei · e8 negres rei · b7 blanques torre · c7 blanques peó · a6 negres alfil · c6 negres cavall · f6 negres cavall | a8 blanques alfil · c8 blanques rei · e8 negres rei · b7 blanques torre · c7 blanques peó · a6 negres alfil · c6 negres cavall · f6 negres cavall | a8 blanques alfil · c8 blanques rei · e8 negres rei · b7 blanques torre · c7 blanques peó · a6 negres alfil · c6 negres cavall · f6 negres cavall | a8 blanques alfil · c8 blanques rei · e8 negres rei · b7 blanques torre · c7 blanques peó · a6 negres alfil · c6 negres cavall · f6 negres cavall | 4 |
| 3 | a8 blanques alfil · c8 blanques rei · e8 negres rei · b7 blanques torre · c7 blanques peó · a6 negres alfil · c6 negres cavall · f6 negres cavall | a8 blanques alfil · c8 blanques rei · e8 negres rei · b7 blanques torre · c7 blanques peó · a6 negres alfil · c6 negres cavall · f6 negres cavall | a8 blanques alfil · c8 blanques rei · e8 negres rei · b7 blanques torre · c7 blanques peó · a6 negres alfil · c6 negres cavall · f6 negres cavall | a8 blanques alfil · c8 blanques rei · e8 negres rei · b7 blanques torre · c7 blanques peó · a6 negres alfil · c6 negres cavall · f6 negres cavall | a8 blanques alfil · c8 blanques rei · e8 negres rei · b7 blanques torre · c7 blanques peó · a6 negres alfil · c6 negres cavall · f6 negres cavall | a8 blanques alfil · c8 blanques rei · e8 negres rei · b7 blanques torre · c7 blanques peó · a6 negres alfil · c6 negres cavall · f6 negres cavall | a8 blanques alfil · c8 blanques rei · e8 negres rei · b7 blanques torre · c7 blanques peó · a6 negres alfil · c6 negres cavall · f6 negres cavall | a8 blanques alfil · c8 blanques rei · e8 negres rei · b7 blanques torre · c7 blanques peó · a6 negres alfil · c6 negres cavall · f6 negres cavall | 3 |
| 2 | a8 blanques alfil · c8 blanques rei · e8 negres rei · b7 blanques torre · c7 blanques peó · a6 negres alfil · c6 negres cavall · f6 negres cavall | a8 blanques alfil · c8 blanques rei · e8 negres rei · b7 blanques torre · c7 blanques peó · a6 negres alfil · c6 negres cavall · f6 negres cavall | a8 blanques alfil · c8 blanques rei · e8 negres rei · b7 blanques torre · c7 blanques peó · a6 negres alfil · c6 negres cavall · f6 negres cavall | a8 blanques alfil · c8 blanques rei · e8 negres rei · b7 blanques torre · c7 blanques peó · a6 negres alfil · c6 negres cavall · f6 negres cavall | a8 blanques alfil · c8 blanques rei · e8 negres rei · b7 blanques torre · c7 blanques peó · a6 negres alfil · c6 negres cavall · f6 negres cavall | a8 blanques alfil · c8 blanques rei · e8 negres rei · b7 blanques torre · c7 blanques peó · a6 negres alfil · c6 negres cavall · f6 negres cavall | a8 blanques alfil · c8 blanques rei · e8 negres rei · b7 blanques torre · c7 blanques peó · a6 negres alfil · c6 negres cavall · f6 negres cavall | a8 blanques alfil · c8 blanques rei · e8 negres rei · b7 blanques torre · c7 blanques peó · a6 negres alfil · c6 negres cavall · f6 negres cavall | 2 |
| 1 | a8 blanques alfil · c8 blanques rei · e8 negres rei · b7 blanques torre · c7 blanques peó · a6 negres alfil · c6 negres cavall · f6 negres cavall | a8 blanques alfil · c8 blanques rei · e8 negres rei · b7 blanques torre · c7 blanques peó · a6 negres alfil · c6 negres cavall · f6 negres cavall | a8 blanques alfil · c8 blanques rei · e8 negres rei · b7 blanques torre · c7 blanques peó · a6 negres alfil · c6 negres cavall · f6 negres cavall | a8 blanques alfil · c8 blanques rei · e8 negres rei · b7 blanques torre · c7 blanques peó · a6 negres alfil · c6 negres cavall · f6 negres cavall | a8 blanques alfil · c8 blanques rei · e8 negres rei · b7 blanques torre · c7 blanques peó · a6 negres alfil · c6 negres cavall · f6 negres cavall | a8 blanques alfil · c8 blanques rei · e8 negres rei · b7 blanques torre · c7 blanques peó · a6 negres alfil · c6 negres cavall · f6 negres cavall | a8 blanques alfil · c8 blanques rei · e8 negres rei · b7 blanques torre · c7 blanques peó · a6 negres alfil · c6 negres cavall · f6 negres cavall | a8 blanques alfil · c8 blanques rei · e8 negres rei · b7 blanques torre · c7 blanques peó · a6 negres alfil · c6 negres cavall · f6 negres cavall | 1 |
|   | a | b | c | d | e | f | g | h |   |

El fet que el blanc hagi de fer totes tres promocions menors per tal de fer taules és excepcionalment inusual. En Endgame Magic (Batsford, 1996), John Beasley i Timothy Whitworth comenten que "representa una tasca de composició molt més meritòria que no podria semblar en un principi. El fet que hagi estat aconseguida amb només nou peces fa encara més notable l'assoliment del compositor". Beasley i Whitworth també comenten que "és bastant fàcil de construir una posició en la qual el blanc ha de promoure a una torre o alfil per tal d'evitar ofegar el rival", però "és molt més difícil de crear una posició en la qual el blanc ha de fer promocions menors per crear un ofegat", cosa que es fa en dues ocasions en aquest estudi.
|   | a | b | c | d | e | f | g | h |   |
| 8 | c8 blanques rei · f8 negres rei · c7 blanques peó · d7 negres cavall · h7 blanques peó · a6 blanques peó · b6 blanques peó · g6 blanques peó · h6 blanques peó · c4 negres alfil · d4 negres dama · c3 negres cavall | c8 blanques rei · f8 negres rei · c7 blanques peó · d7 negres cavall · h7 blanques peó · a6 blanques peó · b6 blanques peó · g6 blanques peó · h6 blanques peó · c4 negres alfil · d4 negres dama · c3 negres cavall | c8 blanques rei · f8 negres rei · c7 blanques peó · d7 negres cavall · h7 blanques peó · a6 blanques peó · b6 blanques peó · g6 blanques peó · h6 blanques peó · c4 negres alfil · d4 negres dama · c3 negres cavall | c8 blanques rei · f8 negres rei · c7 blanques peó · d7 negres cavall · h7 blanques peó · a6 blanques peó · b6 blanques peó · g6 blanques peó · h6 blanques peó · c4 negres alfil · d4 negres dama · c3 negres cavall | c8 blanques rei · f8 negres rei · c7 blanques peó · d7 negres cavall · h7 blanques peó · a6 blanques peó · b6 blanques peó · g6 blanques peó · h6 blanques peó · c4 negres alfil · d4 negres dama · c3 negres cavall | c8 blanques rei · f8 negres rei · c7 blanques peó · d7 negres cavall · h7 blanques peó · a6 blanques peó · b6 blanques peó · g6 blanques peó · h6 blanques peó · c4 negres alfil · d4 negres dama · c3 negres cavall | c8 blanques rei · f8 negres rei · c7 blanques peó · d7 negres cavall · h7 blanques peó · a6 blanques peó · b6 blanques peó · g6 blanques peó · h6 blanques peó · c4 negres alfil · d4 negres dama · c3 negres cavall | c8 blanques rei · f8 negres rei · c7 blanques peó · d7 negres cavall · h7 blanques peó · a6 blanques peó · b6 blanques peó · g6 blanques peó · h6 blanques peó · c4 negres alfil · d4 negres dama · c3 negres cavall | 8 |
| 7 | c8 blanques rei · f8 negres rei · c7 blanques peó · d7 negres cavall · h7 blanques peó · a6 blanques peó · b6 blanques peó · g6 blanques peó · h6 blanques peó · c4 negres alfil · d4 negres dama · c3 negres cavall | c8 blanques rei · f8 negres rei · c7 blanques peó · d7 negres cavall · h7 blanques peó · a6 blanques peó · b6 blanques peó · g6 blanques peó · h6 blanques peó · c4 negres alfil · d4 negres dama · c3 negres cavall | c8 blanques rei · f8 negres rei · c7 blanques peó · d7 negres cavall · h7 blanques peó · a6 blanques peó · b6 blanques peó · g6 blanques peó · h6 blanques peó · c4 negres alfil · d4 negres dama · c3 negres cavall | c8 blanques rei · f8 negres rei · c7 blanques peó · d7 negres cavall · h7 blanques peó · a6 blanques peó · b6 blanques peó · g6 blanques peó · h6 blanques peó · c4 negres alfil · d4 negres dama · c3 negres cavall | c8 blanques rei · f8 negres rei · c7 blanques peó · d7 negres cavall · h7 blanques peó · a6 blanques peó · b6 blanques peó · g6 blanques peó · h6 blanques peó · c4 negres alfil · d4 negres dama · c3 negres cavall | c8 blanques rei · f8 negres rei · c7 blanques peó · d7 negres cavall · h7 blanques peó · a6 blanques peó · b6 blanques peó · g6 blanques peó · h6 blanques peó · c4 negres alfil · d4 negres dama · c3 negres cavall | c8 blanques rei · f8 negres rei · c7 blanques peó · d7 negres cavall · h7 blanques peó · a6 blanques peó · b6 blanques peó · g6 blanques peó · h6 blanques peó · c4 negres alfil · d4 negres dama · c3 negres cavall | c8 blanques rei · f8 negres rei · c7 blanques peó · d7 negres cavall · h7 blanques peó · a6 blanques peó · b6 blanques peó · g6 blanques peó · h6 blanques peó · c4 negres alfil · d4 negres dama · c3 negres cavall | 7 |
| 6 | c8 blanques rei · f8 negres rei · c7 blanques peó · d7 negres cavall · h7 blanques peó · a6 blanques peó · b6 blanques peó · g6 blanques peó · h6 blanques peó · c4 negres alfil · d4 negres dama · c3 negres cavall | c8 blanques rei · f8 negres rei · c7 blanques peó · d7 negres cavall · h7 blanques peó · a6 blanques peó · b6 blanques peó · g6 blanques peó · h6 blanques peó · c4 negres alfil · d4 negres dama · c3 negres cavall | c8 blanques rei · f8 negres rei · c7 blanques peó · d7 negres cavall · h7 blanques peó · a6 blanques peó · b6 blanques peó · g6 blanques peó · h6 blanques peó · c4 negres alfil · d4 negres dama · c3 negres cavall | c8 blanques rei · f8 negres rei · c7 blanques peó · d7 negres cavall · h7 blanques peó · a6 blanques peó · b6 blanques peó · g6 blanques peó · h6 blanques peó · c4 negres alfil · d4 negres dama · c3 negres cavall | c8 blanques rei · f8 negres rei · c7 blanques peó · d7 negres cavall · h7 blanques peó · a6 blanques peó · b6 blanques peó · g6 blanques peó · h6 blanques peó · c4 negres alfil · d4 negres dama · c3 negres cavall | c8 blanques rei · f8 negres rei · c7 blanques peó · d7 negres cavall · h7 blanques peó · a6 blanques peó · b6 blanques peó · g6 blanques peó · h6 blanques peó · c4 negres alfil · d4 negres dama · c3 negres cavall | c8 blanques rei · f8 negres rei · c7 blanques peó · d7 negres cavall · h7 blanques peó · a6 blanques peó · b6 blanques peó · g6 blanques peó · h6 blanques peó · c4 negres alfil · d4 negres dama · c3 negres cavall | c8 blanques rei · f8 negres rei · c7 blanques peó · d7 negres cavall · h7 blanques peó · a6 blanques peó · b6 blanques peó · g6 blanques peó · h6 blanques peó · c4 negres alfil · d4 negres dama · c3 negres cavall | 6 |
| 5 | c8 blanques rei · f8 negres rei · c7 blanques peó · d7 negres cavall · h7 blanques peó · a6 blanques peó · b6 blanques peó · g6 blanques peó · h6 blanques peó · c4 negres alfil · d4 negres dama · c3 negres cavall | c8 blanques rei · f8 negres rei · c7 blanques peó · d7 negres cavall · h7 blanques peó · a6 blanques peó · b6 blanques peó · g6 blanques peó · h6 blanques peó · c4 negres alfil · d4 negres dama · c3 negres cavall | c8 blanques rei · f8 negres rei · c7 blanques peó · d7 negres cavall · h7 blanques peó · a6 blanques peó · b6 blanques peó · g6 blanques peó · h6 blanques peó · c4 negres alfil · d4 negres dama · c3 negres cavall | c8 blanques rei · f8 negres rei · c7 blanques peó · d7 negres cavall · h7 blanques peó · a6 blanques peó · b6 blanques peó · g6 blanques peó · h6 blanques peó · c4 negres alfil · d4 negres dama · c3 negres cavall | c8 blanques rei · f8 negres rei · c7 blanques peó · d7 negres cavall · h7 blanques peó · a6 blanques peó · b6 blanques peó · g6 blanques peó · h6 blanques peó · c4 negres alfil · d4 negres dama · c3 negres cavall | c8 blanques rei · f8 negres rei · c7 blanques peó · d7 negres cavall · h7 blanques peó · a6 blanques peó · b6 blanques peó · g6 blanques peó · h6 blanques peó · c4 negres alfil · d4 negres dama · c3 negres cavall | c8 blanques rei · f8 negres rei · c7 blanques peó · d7 negres cavall · h7 blanques peó · a6 blanques peó · b6 blanques peó · g6 blanques peó · h6 blanques peó · c4 negres alfil · d4 negres dama · c3 negres cavall | c8 blanques rei · f8 negres rei · c7 blanques peó · d7 negres cavall · h7 blanques peó · a6 blanques peó · b6 blanques peó · g6 blanques peó · h6 blanques peó · c4 negres alfil · d4 negres dama · c3 negres cavall | 5 |
| 4 | c8 blanques rei · f8 negres rei · c7 blanques peó · d7 negres cavall · h7 blanques peó · a6 blanques peó · b6 blanques peó · g6 blanques peó · h6 blanques peó · c4 negres alfil · d4 negres dama · c3 negres cavall | c8 blanques rei · f8 negres rei · c7 blanques peó · d7 negres cavall · h7 blanques peó · a6 blanques peó · b6 blanques peó · g6 blanques peó · h6 blanques peó · c4 negres alfil · d4 negres dama · c3 negres cavall | c8 blanques rei · f8 negres rei · c7 blanques peó · d7 negres cavall · h7 blanques peó · a6 blanques peó · b6 blanques peó · g6 blanques peó · h6 blanques peó · c4 negres alfil · d4 negres dama · c3 negres cavall | c8 blanques rei · f8 negres rei · c7 blanques peó · d7 negres cavall · h7 blanques peó · a6 blanques peó · b6 blanques peó · g6 blanques peó · h6 blanques peó · c4 negres alfil · d4 negres dama · c3 negres cavall | c8 blanques rei · f8 negres rei · c7 blanques peó · d7 negres cavall · h7 blanques peó · a6 blanques peó · b6 blanques peó · g6 blanques peó · h6 blanques peó · c4 negres alfil · d4 negres dama · c3 negres cavall | c8 blanques rei · f8 negres rei · c7 blanques peó · d7 negres cavall · h7 blanques peó · a6 blanques peó · b6 blanques peó · g6 blanques peó · h6 blanques peó · c4 negres alfil · d4 negres dama · c3 negres cavall | c8 blanques rei · f8 negres rei · c7 blanques peó · d7 negres cavall · h7 blanques peó · a6 blanques peó · b6 blanques peó · g6 blanques peó · h6 blanques peó · c4 negres alfil · d4 negres dama · c3 negres cavall | c8 blanques rei · f8 negres rei · c7 blanques peó · d7 negres cavall · h7 blanques peó · a6 blanques peó · b6 blanques peó · g6 blanques peó · h6 blanques peó · c4 negres alfil · d4 negres dama · c3 negres cavall | 4 |
| 3 | c8 blanques rei · f8 negres rei · c7 blanques peó · d7 negres cavall · h7 blanques peó · a6 blanques peó · b6 blanques peó · g6 blanques peó · h6 blanques peó · c4 negres alfil · d4 negres dama · c3 negres cavall | c8 blanques rei · f8 negres rei · c7 blanques peó · d7 negres cavall · h7 blanques peó · a6 blanques peó · b6 blanques peó · g6 blanques peó · h6 blanques peó · c4 negres alfil · d4 negres dama · c3 negres cavall | c8 blanques rei · f8 negres rei · c7 blanques peó · d7 negres cavall · h7 blanques peó · a6 blanques peó · b6 blanques peó · g6 blanques peó · h6 blanques peó · c4 negres alfil · d4 negres dama · c3 negres cavall | c8 blanques rei · f8 negres rei · c7 blanques peó · d7 negres cavall · h7 blanques peó · a6 blanques peó · b6 blanques peó · g6 blanques peó · h6 blanques peó · c4 negres alfil · d4 negres dama · c3 negres cavall | c8 blanques rei · f8 negres rei · c7 blanques peó · d7 negres cavall · h7 blanques peó · a6 blanques peó · b6 blanques peó · g6 blanques peó · h6 blanques peó · c4 negres alfil · d4 negres dama · c3 negres cavall | c8 blanques rei · f8 negres rei · c7 blanques peó · d7 negres cavall · h7 blanques peó · a6 blanques peó · b6 blanques peó · g6 blanques peó · h6 blanques peó · c4 negres alfil · d4 negres dama · c3 negres cavall | c8 blanques rei · f8 negres rei · c7 blanques peó · d7 negres cavall · h7 blanques peó · a6 blanques peó · b6 blanques peó · g6 blanques peó · h6 blanques peó · c4 negres alfil · d4 negres dama · c3 negres cavall | c8 blanques rei · f8 negres rei · c7 blanques peó · d7 negres cavall · h7 blanques peó · a6 blanques peó · b6 blanques peó · g6 blanques peó · h6 blanques peó · c4 negres alfil · d4 negres dama · c3 negres cavall | 3 |
| 2 | c8 blanques rei · f8 negres rei · c7 blanques peó · d7 negres cavall · h7 blanques peó · a6 blanques peó · b6 blanques peó · g6 blanques peó · h6 blanques peó · c4 negres alfil · d4 negres dama · c3 negres cavall | c8 blanques rei · f8 negres rei · c7 blanques peó · d7 negres cavall · h7 blanques peó · a6 blanques peó · b6 blanques peó · g6 blanques peó · h6 blanques peó · c4 negres alfil · d4 negres dama · c3 negres cavall | c8 blanques rei · f8 negres rei · c7 blanques peó · d7 negres cavall · h7 blanques peó · a6 blanques peó · b6 blanques peó · g6 blanques peó · h6 blanques peó · c4 negres alfil · d4 negres dama · c3 negres cavall | c8 blanques rei · f8 negres rei · c7 blanques peó · d7 negres cavall · h7 blanques peó · a6 blanques peó · b6 blanques peó · g6 blanques peó · h6 blanques peó · c4 negres alfil · d4 negres dama · c3 negres cavall | c8 blanques rei · f8 negres rei · c7 blanques peó · d7 negres cavall · h7 blanques peó · a6 blanques peó · b6 blanques peó · g6 blanques peó · h6 blanques peó · c4 negres alfil · d4 negres dama · c3 negres cavall | c8 blanques rei · f8 negres rei · c7 blanques peó · d7 negres cavall · h7 blanques peó · a6 blanques peó · b6 blanques peó · g6 blanques peó · h6 blanques peó · c4 negres alfil · d4 negres dama · c3 negres cavall | c8 blanques rei · f8 negres rei · c7 blanques peó · d7 negres cavall · h7 blanques peó · a6 blanques peó · b6 blanques peó · g6 blanques peó · h6 blanques peó · c4 negres alfil · d4 negres dama · c3 negres cavall | c8 blanques rei · f8 negres rei · c7 blanques peó · d7 negres cavall · h7 blanques peó · a6 blanques peó · b6 blanques peó · g6 blanques peó · h6 blanques peó · c4 negres alfil · d4 negres dama · c3 negres cavall | 2 |
| 1 | c8 blanques rei · f8 negres rei · c7 blanques peó · d7 negres cavall · h7 blanques peó · a6 blanques peó · b6 blanques peó · g6 blanques peó · h6 blanques peó · c4 negres alfil · d4 negres dama · c3 negres cavall | c8 blanques rei · f8 negres rei · c7 blanques peó · d7 negres cavall · h7 blanques peó · a6 blanques peó · b6 blanques peó · g6 blanques peó · h6 blanques peó · c4 negres alfil · d4 negres dama · c3 negres cavall | c8 blanques rei · f8 negres rei · c7 blanques peó · d7 negres cavall · h7 blanques peó · a6 blanques peó · b6 blanques peó · g6 blanques peó · h6 blanques peó · c4 negres alfil · d4 negres dama · c3 negres cavall | c8 blanques rei · f8 negres rei · c7 blanques peó · d7 negres cavall · h7 blanques peó · a6 blanques peó · b6 blanques peó · g6 blanques peó · h6 blanques peó · c4 negres alfil · d4 negres dama · c3 negres cavall | c8 blanques rei · f8 negres rei · c7 blanques peó · d7 negres cavall · h7 blanques peó · a6 blanques peó · b6 blanques peó · g6 blanques peó · h6 blanques peó · c4 negres alfil · d4 negres dama · c3 negres cavall | c8 blanques rei · f8 negres rei · c7 blanques peó · d7 negres cavall · h7 blanques peó · a6 blanques peó · b6 blanques peó · g6 blanques peó · h6 blanques peó · c4 negres alfil · d4 negres dama · c3 negres cavall | c8 blanques rei · f8 negres rei · c7 blanques peó · d7 negres cavall · h7 blanques peó · a6 blanques peó · b6 blanques peó · g6 blanques peó · h6 blanques peó · c4 negres alfil · d4 negres dama · c3 negres cavall | c8 blanques rei · f8 negres rei · c7 blanques peó · d7 negres cavall · h7 blanques peó · a6 blanques peó · b6 blanques peó · g6 blanques peó · h6 blanques peó · c4 negres alfil · d4 negres dama · c3 negres cavall | 1 |
|   | a | b | c | d | e | f | g | h |   |

Rusinek, més endavant (64, 27 juliol 1978), va incorporar una introducció a aquest estudi que afegia una promoció a dama a les promocions menors ja existents, creant així un Allumwandlung. Aquesta versió posterior es presenta a la dreta. 1.h8T+ és insuficient, ja que 1...Re7 fa mat aviat. 1.h8D+ és per això necessari, i després de la continuació forçada 1...Dxh8 2.g7+ Dxg7 3.hxg7+ Re7, s'arriba la posició inicial de l'estudi.
Rusinek mateix va considerar aquesta versió inferior a l'original (estètica versus tasca).

## Articles de Rusinek
- "Impasse per clavar al mig del tauler", en EG núm. 51 (juny 1978)
- "Studies in the FIDE Album 1986-88", en EG núm. 105 (maig 1992)
- "Grzegorz Grzeban, 1902-1991", en EG núm. 106 (octubre 1992)